# Монте-Кларо
Культура Монте-Кларо — археологическая культура, существовавшая на всей территории Сардинии в период до прихода строителей нурагов. Датируется 3 тысячелетием до н. э. Название происходит от зоны раскопок у Кальяри, где были сделаны важные находки.
На основании находок археологи предполагают, что население данной культуры занималось сельским хозяйством, пастушеством и добычей руды. Население горных районов ещё жило в пещерах, но жители равнин основывали деревни, как показывают находки у населённых пунктов Мармилла и Корти Беккья (Санлури), где обнаружены остатки 40 жилых домов, несколько зернохранилищ и скотный загон.
Сооружали оборонительные стены и валы — задолго до периода нурагов. Находки свидетельствуют о том, что вокруг селений воздвигались мегалитические стены для защиты от соседних племён острова.
Захоронения относятся к различным типам. Обычно в гробнице имеется центральная камера, вокруг которой, как лепестки вокруг цветка, располагаются остальные. Камеры — подземные, состоят из стены, выложенной методом сухой кладки, в которых делались ниши, или же разграниченные на отдельные пространства и накрытые большой плитой. Последний метод был использован при сооружении гробницы Su Quaddu de Nixias.
Сохранились свидетельства развитой металлургии: тигли для плавки, медные кинжалы и наконечники, свинцовые скобы для терракотовых амфор. По виду керамики можно определить социальный статус её владельцев.
Люди Монте-Кларо изготавливали украшения методами чеканки, насечки, резьбы и шлифовки. Останки датируются примерно 2500 г. до н. э. Массовое производство крупных сосудов цилиндрической формы с простыми украшениями свидетельствует о развёрнутой сельскохозяйственной деятельности, для продуктов которой требовалось длительное хранение.
Во времена данной культуры на Сардинии впервые были сооружены крупные мегалитические стены, например, у Ольмедо, Монте-Баранта.
Религия была основана на абстрактных представлениях, антропоморфные изображения отсутствуют.